# Campeonato Russo de Futebol de 2001 - Segunda Divisão
O Campeonato Russo de Futebol - Segunda Divisão de 2001 foi o décimo torneio desta competição. Participaram dezoito equipes. O nome do campeonato era "Primeira Divisão" (Perváia Divizion), dado que a primeira divisão era a "Divisão Suprema" (Vysshaia Divizion). O campeão e o vice são promovidos e três são rebaixados para a terceira divisão.

## Participantes
| Equipe                          | Cidade         | Região                   | No ano anterior                                                    | Estádio                     | Capacidade | Títulos                 | Participações |
| ------------------------------- | -------------- | ------------------------ | ------------------------------------------------------------------ | --------------------------- | ---------- | ----------------------- | ------------- |
| FC Lokomotiv Chita              | Chita          | Oblast de Chita          | Oitavo Lugar                                                       | Estádio Lokomotiv           | 12.500     | 0 (não possui)          | 10            |
| FC SOYUZ-Gazprom Ijevsk         | Ijevsk         | Udmúrtia                 | Sétimo Lugar                                                       | Estádio Central Republicano | 19.200     | 0 (não possui)          | 7             |
| PFC Spartak Nalchik             | Nalchik        | Cabárdia-Balcária        | Décimo Quinto Lugar                                                | Estádio Spartak             | 14.400     | 0 (não possui)          | 8             |
| FC Kristall Smolensk            | Smolensk       | Oblast de Smolensk       | Quinto Lugar                                                       | Estádio Spartak             | 12.500     | 0 (não possui)          | 5             |
| FC Arsenal Tula                 | Tula           | Oblast de Tula           | Décimo Primeiro Lugar                                              | Estádio Arsenal             | 20.048     | 0 (não possui)          | 4             |
| FC Rubin Kazan                  | Cazã           | Tartaristão              | Terceiro Lugar                                                     | Estádio Central de Cazã     | 28.500     | 0 (não possui)          | 6             |
| FC Tom Tomsk                    | Tomsk          | Oblast de Tomsk          | Décimo Lugar                                                       | Estádio Trud                | 15.000     | 0 (não possui)          | 6             |
| FC Volgar Gazprom Astracã       | Astracã        | Oblast de Astracã        | Décimo Terceiro Lugar                                              | Estádio Central             | 21.500     | 0 (não possui)          | 3             |
| FC Amkar Perm                   | Perm           | Oblast de Perm           | Sexto Lugar                                                        | Estádio Zvezda              | 19.500     | 0 (não possui)          | 3             |
| FC Metallurg Krasnoyarsk        | Krasnoyarsk    | Krai de Krasnoyarsk      | Décimo Quarto Lugar                                                | Estádio Central             | 22.500     | 0 (não possui)          | 5             |
| FC Baltika Kaliningrado         | Kaliningrado   | Oblast de Kaliningrado   | Quinto Lugar                                                       | Estádio Baltika             | 14.000     | 1 (1995)                | 7             |
| FC Lada Togliatti VAZ-Togliatti | Togliatti      | Oblast de Samara         | Nono Lugar                                                         | Estádio Torpedo             | 18.000     | 1 (1993 (Zona Central)) | 6             |
| FC Shinnik Iaroslavl            | Iaroslavl      | Oblast de Iaroslavl      | Quarto Lugar                                                       | Estádio Shinnik             | 22.000     | 0 (não possui)          | 5             |
| FC Khimki                       | Khimki         | Oblast de Moscovo        | Acesso pelo Campeonato Russo de Futebol de 2000 - Terceira Divisão | Arena Khimki                | 18.000     | 0 (não possui)          | 1             |
| FC Kuban Krasnodar              | Krasnodar      | Krai de Krasnodar        | Acesso pelo Campeonato Russo de Futebol de 2000 - Terceira Divisão | Estádio Kuban               | 32.000     | 0 (não possui)          | 5             |
| FC Neftekhimik Nizhnekamsk      | Nizhnekamsk    | Tartaristão              | Acesso pelo Campeonato Russo de Futebol de 2000 - Terceira Divisão | Estádio Neftekhimik         | 3.000      | 0 (não possui)          | 7             |
| FC Lokomotiv Níjni Novgorod     | Níjni Novgorod | Oblast de Níjni Novgorod | Rebaixado do Campeonato Russo de Futebol de 2000                   | Estádio Lokomotiv           | 17.856     | 0 (não possui)          | 2             |
| FC Uralan Elista                | Elista         | Calmúquia                | Rebaixado do Campeonato Russo de Futebol de 2000                   | Estádio Uralan              | 15.200     | 1 (1997)                | 8             |

## Regulamento
O campeonato foi disputado no sistema de pontos corridos em turno e returno. Ao final, o campeão e o vice eram promovidos para o Campeonato Russo de Futebol de 2002 e três equipes eram rebaixadas diretamente para o Campeonato Russo de Futebol de 2002 - Terceira Divisão.

## Resultados do Campeonato
Shinnik foi o campeão; junto com o vice, Uralan, foi promovido para a primeira divisão russa.

Baltika, Arsenal, Lokomotiv de Níjni Novgorod foram rebaixados para a terceira divisão russa.

## Campeão
| Campeão Russo da Segunda Divisão de 2001 |
| ---------------------------------------- |
| FC Shinnik Iaroslavl 1° Título           |